# Casa Miquel Pujada i Serrat
Casa Miquel Pujada i Serrat era una casa eclèctica de Vic (Osona) inclosa a l'Inventari del Patrimoni Arquitectònic de Catalunya.

## Descripció
Casa d'habitatges que formava xamfrà entre el c/ de Gurb i la Ronda Camprodon. Constava de planta baixa i dos pisos. Era de planta rectangular coberta a dues vessants amb teula àrab. La façana principal estava situada al SW i era simètrica respecte a un eix central. Presentava obertures i portals amb arc escarser a la planta i balcons als pisos i baranes amb ferro de fosa. Les façanes laterals tenien terrasses a nivell del primer pis amb baranes de barrot de ferro en un d'ells i balustrada de pedra artificial a l'altra. Aquestes façanes també guardaven eixos de composició respecte a la principal. Els murs eren de carreus de pedra, igual que els brancals i llindes. L'estat de conservació era mitjà. Destacava per la seva clara i rotunda geometria.

## Història
L'antic camí de Gurb sorgí com la prolongació del c/ de les Neus cap al segle xii, moment en què les masies anaven canviant la seva fesomia a favor de cases mitgeres que seguien el traçat natural del camí. Al segle xv es construir l'església gòtica dels Carmelites prop de l'actual c/ Arquebisbe Alemenay que fou enderrocada el 1655 en convertir la ciutat en plaça fortificada contra els francesos durant la guerra dels Segadors. En els segles XVII-XVIII es va construir l'actual convent i l'església dels Carmelites calçats. Al segle xviii la ciutat experimenta un fort creixement i aquests carrers itinerants es renoven formant part de l'eixample Morató. Al segle xix amb la urbanització de l'Horta d'en Xandri, entre el c/ Gurb i el c/ de Manlleu, també es renova. El carrer va viure una etapa d'estancament i es va rehabilitar. L'edifici era interessant com a mostra del tipus d'arquitectura eclèctica.